# Bataille d'Antioche (218)
La bataille d'Antioche, le 8 juin 218, oppose l'armée romaine de l'empereur Macrin à celle de son rival Héliogabale, dirigée par le général Gannys. La victoire de Gannys sur Macrin conduit à la chute de ce dernier et permet à Héliogabale d'accéder au trône impérial.
Le prédécesseur de Macrin, Caracalla, est assassiné le 8 avril 217 par un soldat mécontent, et des rumeurs suggèrent que Macrin pourrait être impliqué. Peu après, il est proclamé empereur avec le soutien de l'armée. À son accession, il fait face à de nombreux défis, dont la guerre contre les Parthes, des menaces de l'Arménie et de la Dacie, ainsi que des dépenses fiscales élevées. Bien qu'il parvienne à établir une paix avec les Parthes, celle-ci est coûteuse pour Rome. Sa politique de réduction des dépenses monétaires aggrave le mécontentement parmi les militaires.
La tante de Caracalla, Julia Maesa, exploite le mécontentement des soldats et investit dans le soutien de son petit-fils Héliogabale comme héritier légitime de l'empire. Héliogabale, grand prêtre du dieu Élagabal, est proclamé empereur par les soldats de la Legio III Gallica le 16 mai 218. En réponse, Macrin envoie le général Ulpius Julianus avec une petite force de cavalerie pour réprimer la rébellion, mais la cavalerie fait défection, tue Julianus et envoie sa tête à Macrin à Antioche. Moins d'un mois plus tard, une bataille décisive a lieu, marquant un tournant dans la lutte pour le pouvoir.
Bien que Gannys ait un avantage numérique au début de la bataille, les gardes prétoriens de Macrin parviennent à percer ses lignes, ce qui provoque la fuite de ses troupes. Les troupes de Gannys toutefois relancent l'assaut et forcent Macrin à fuir. Il envoie son fils, Diaduménien, en Parthie et souhaite retourner à Rome, mais ils sont capturés et exécutés. Héliogabale entre à Antioche en tant que nouvel empereur de Rome, et avec la mort de Macrin, le Sénat n'a d'autre choix que de reconnaître son ascension.

## Contexte historique

### Mort de Caracalla
Le 8 avril 217, Caracalla, empereur romain, est assassiné près de Carrhae, alors qu'il se rend à un temple durant une campagne militaire contre les Parthes,. Son meurtrier, Justin Martialus, un soldat mécontent d'avoir été refusé au grade de centurion, profite d'un moment d'inattention pour commettre l'acte,. Immédiatement après, Martialus est abattu par les gardes germains de Caracalla, un événement qui s'avère favorable pour Macrin, alors préfet du prétoire et complice de l'assassinat,,,,,. Les motivations de Macrin pour intriguer contre Caracalla incluent une crainte pour sa propre sécurité. Selon le récit d'Hérodien, corroboré par d'autres historiens, Macrin est souvent chargé de lire les dépêches destinées à l'empereur. L'une de ces dépêches contient une prophétie, probablement fabriquée, de l'oracle de Delphes, suggérant que Macrin est destiné à tuer Caracalla et à lui succéder en tant qu'empereur. Cette prophétie renforce les craintes de Macrin et l'incite à agir contre Caracalla,.

### Ascension de Macrin
Immédiatement après la mort de Caracalla, Adventus est désigné pour accéder au trône impérial, mais il refuse cette charge en raison de son âge avancé. L'armée se tourne alors vers Macrin, qui, bien qu'il ne suscite « ni amour ni estime » de sa part, est le seul candidat disponible,. Trois jours après le décès de Caracalla, l'armée proclame Macrin empereur et le nomme Auguste,.
La situation est initialement saluée par le Sénat, qui se réjouit de se débarrasser de l'ancien empereur. Cependant, la tradition stipule que l'empereur doit être choisi parmi les sénateurs, et Macrin, en tant que membre de la classe équestre, occupe la position la plus basse dans la hiérarchie aristocratique,. Ces inconvénients conduisent le Sénat à examiner attentivement chacune de ses actions. Néanmoins, leur opposition ne repose sur aucun pouvoir réel, d'autant plus qu'à cette époque, l'armée est mobilisée contre les Parthes dans la région d'Édesse (aujourd'hui Şanlıurfa, en Turquie), laissant Macrin sans adversaire capable de contester son autorité au sein de l'Empire.

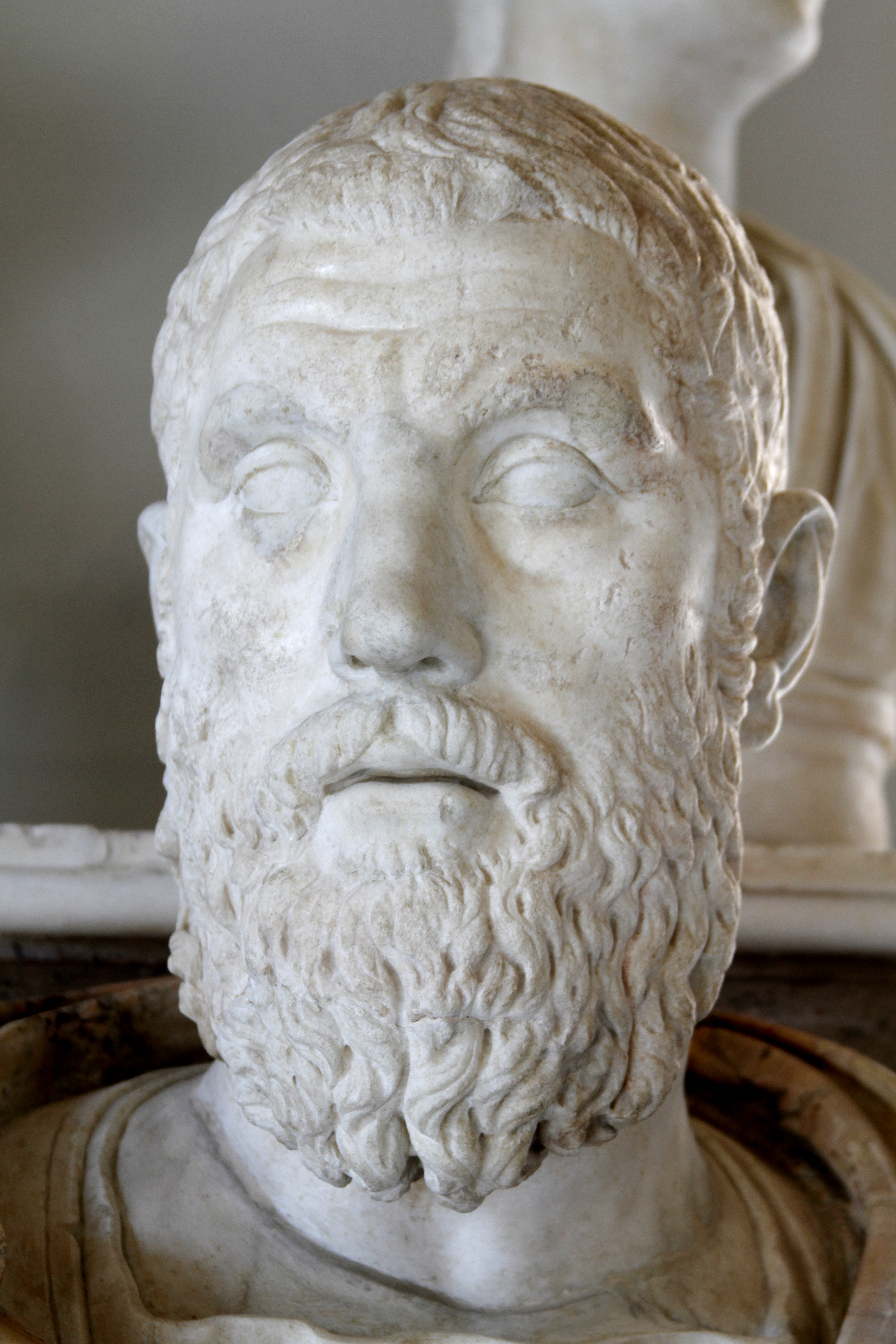
Buste de Macrin, musées du Capitole.

En tant que nouvel empereur, Macrin doit faire face à la menace significative des Parthes, avec lesquels Rome est en guerre. Une bataille indécise à Nusaybin est souvent citée comme le déclencheur des négociations de paix. Ces pourparlers pourraient avoir été bénéfiques pour les deux parties : Rome était confrontée à des menaces en provenance de l'Arménie et de la Dacie, tandis que les Parthes se trouvaient éloignés de leur territoire et en manque de provisions,. Cependant, le règlement final est perçu par de nombreux contemporains comme défavorable à Rome. L'historien romain Dion Cassius rapporte qu'une concession de 200 millions de sesterces a été accordée aux Parthes en échange de la paix,. L'historien Andrew Scott remet en question la véracité de ce chiffre élevé, notant que les archives de Dion sont souvent considérées comme peu fiables en matière de finances. Quoi qu'il en soit, l'opinion générale accuse Macrin d'avoir agi avec lâcheté et faiblesse lors des négociations.
Une fois le traité de paix conclu, Macrin entreprend de contrôler les dépenses de Rome en annulant les réformes fiscales de Caracalla et en rétablissant la politique instaurée par Septime Sévère. Cela inclut une réduction des soldes et des avantages accordés aux légionnaires, une décision qui suscite un fort mécontentement au sein de l'armée qui l'a porté au pouvoir. Bien que ces mesures ne concernent que les nouvelles recrues, les soldats déjà enrôlés y perçoivent un précédent inquiétant pour d'autres modifications des politiques fiscales établies par Caracalla. Le mécontentement s'accroît parmi les soldats, exacerbé par le comportement maussade des nouvelles recrues, qui acceptent de travailler davantage pour un salaire réduit. Edward Gibbon note qu'à ce stade, il suffit d'une étincelle pour déclencher une rébellion,.

### Ascension d'Héliogabale

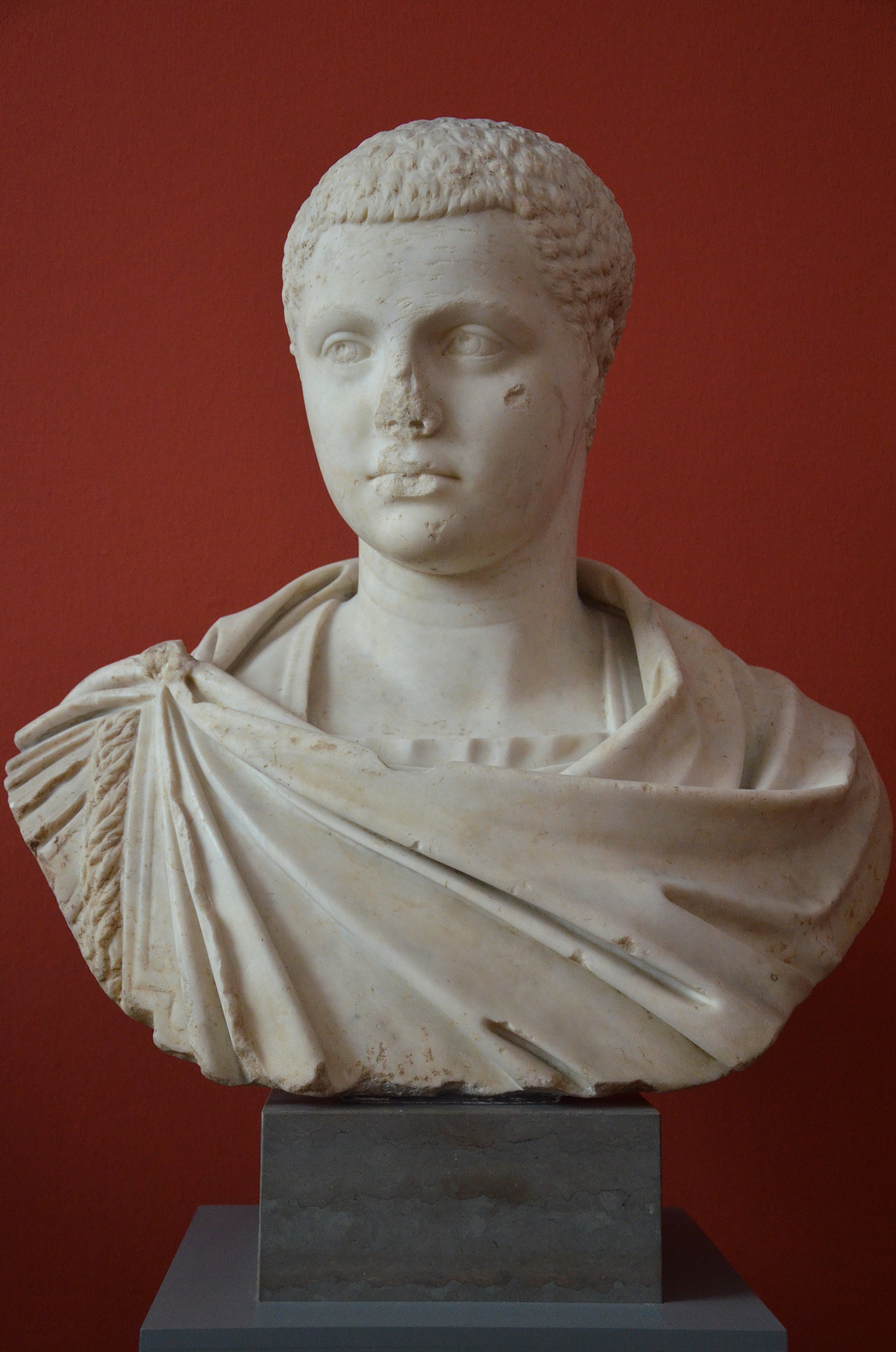
Buste d'Héliogabale jeune, c. 218-220, Ny Carlsberg Glyptotek.

Après la mort de Caracalla, Macrin autorise sa mère, Julia Domna, ainsi que sa tante, Julia Maesa, à retourner dans leur ville natale d'Émèse. Julia Domna, qui se trouve à Antioche au moment du décès de son fils, tente de se suicider et finit par se laisser mourir de faim. En revanche, sa sœur, Julia Maesa, rentre à Émèse en préservant les finances de la famille.
Les soupçons de Julia Maesa quant à l'implication de Macrin dans la mort de Caracalla l'incitent à défendre la cause de son petit-fils, Héliogabale, en tant qu'empereur légitime. À cette époque, ce dernier occupe le poste de grand prêtre du dieu phénicien Élagabal à Émèse. Les soldats des environs se rendent régulièrement au temple pour assister à ses rituels et cérémonies. Lors d'une de ces visites, Julia Maesa saisit l'occasion d'informer les soldats, bien que la véracité de ses déclarations soit douteuse, qu'Héliogabale est le fils de Caracalla. Parallèlement, elle voit une opportunité d'exploiter la richesse et le prestige de sa famille pour mettre en œuvre son complot.
Dans la nuit du 15 mai 218, Héliogabale est amené, soit par Julia Maesa, soit par Gannys, au camp de la Legio III Gallica à Rafanée, où il est présenté aux soldats présents. Selon les récits, les soldats le saluent comme Antoninus, en référence à son père supposé, Caracalla, dont le nom officiel est Marcus Aurelius Antoninus. Séduite par les pots-de-vin offerts par Julia Maesa, la légion proclame Héliogabale empereur légitime de Rome le 16 mai 218,. Edward Gibbon affirme que Macrin aurait pu maîtriser la rébellion à ce stade précoce, mais il échoue à le faire, n'ayant pas su définir une stratégie appropriée et restant à Antioche.

### Rébellion
Avec le soutien d'une légion entière, d'autres légionnaires, mécontents de leur solde, désertent Macrin pour rejoindre les rangs d'Héliogabale. En réponse à cette menace croissante, Macrin envoie une force de cavalerie sous le commandement d'Ulpius Julianus afin de reprendre le contrôle des soldats rebelles. Cependant, au lieu de capturer les insurgés, la cavalerie tue Ulpius et fait défection en faveur d'Héliogabale,.
Après ces événements, Macrin se rend à Apamée pour s'assurer de la loyauté de la Legio II Parthica avant de se diriger vers Émèse. Selon Dion, il nomme son fils Diaduménien imperator et promet à chaque soldat une prime de 20 000 Sesterces, dont 4000 sont versés immédiatement. Dion rapporte également que Macrin organise un banquet en l'honneur de Diaduménien pour les habitants d'Apamée. Au cours de ce dîner, il reçoit la tête d'Ulpius Julianus, tué par ses propres soldats. En réaction à cet événement, Macrin quitte Apamée en direction du sud.
Les forces de Macrin et d'Héliogabale s'affrontent dans la région frontalière séparant la Cœlé-Syrie et la Syrie-Phénicie. Malgré les efforts de Macrin pour contenir l'insurrection, sa légion rallie massivement le camp adverse, l'obligeant à se replier sur Antioche. Tirant parti de cette défection, Héliogabale engage une manœuvre offensive en direction de la cité.

### Position du Sénat
Au début du IIIe siècle, l'équilibre des pouvoirs au sein de l'Empire romain évolue, se déplaçant du Sénat vers l'armée, ce qui affaiblit considérablement l'autorité sénatoriale. L'empereur est désormais désigné principalement grâce au soutien militaire, tandis que le Sénat se voit confier des responsabilités restreintes dans la gestion des affaires de l'État, sans véritable pouvoir décisionnel. Les empereurs Macrin et, par la suite, Héliogabale, consolident leur position en s'appuyant sur l'armée, tout en négligeant souvent les conseils du Sénat. Cependant, après la rébellion d'Héliogabale, Macrin se trouve dans une situation précaire et est contraint de demander l'aide du Sénat. Lors de son séjour à Antioche, il tente une dernière fois d'obtenir le soutien de Rome. Malheureusement, une combinaison de méfiance à l'égard du Sénat, de ressources financières limitées et de l'imminence de l'attaque d'Héliogabale le force à affronter les légions ennemies avec seulement sa garde prétorienne. Si les circonstances étaient plus favorables, le préfet de Rome, Marius Maximus, pourrait mobiliser des troupes pour venir en aide à Macrin. Malgré leur relative impuissance, le Sénat déclare néanmoins la guerre à l'usurpateur et à sa famille.

## Bataille

### Historiographie
La bataille du 8 juin 218 constitue un événement historiographique complexe, caractérisé par des sources historiques fragmentaires et divergentes. Les récits antiques proposent des narrations concurrentes quant à sa localisation géographique. Dion Cassius situe l'affrontement dans un défilé près d'Immae, à quarante kilomètres d'Antioche, tandis qu'Hérodien suggère une localisation alternative aux confins de la Cœlé-Syrie et de la Syrie-Phénicie, probablement près d'Émèse. L'analyse historiographique moderne, incarnée par des travaux comme ceux de Glanville Downey, développe une interprétation nuancée. L'hypothèse d'une séquence militaire multiple est proposée : un engagement initial correspondant au récit d'Hérodien, suivi d'une bataille décisive près d'Antioche, considérée comme le point culminant de la confrontation. En outre, les historiens contemporains demeurent partagés, et certains privilégient la version de Dion qui situe la bataille à Antioche,,, d'autres maintiennent une posture critique, soulignant les limites intrinsèques des sources documentaires disponibles,.

### Déroulement
Les forces armées d'Héliogabale, dirigées par Gannys, un général certes inexpérimenté mais déterminé, affrontent la garde prétorienne de Macrin dans une bataille rangée. Gannys commande au moins deux légions complètes, lui conférant une supériorité numérique sur les forces limitées que Macrin a pu rassembler. Toutefois, le début de l'engagement se révèle favorable à Macrin. Selon les écrits de Dion, ce dernier ordonne à la garde prétorienne de se défaire de leurs cuirasses d'écailles et de leurs boucliers rainurés, optant pour des boucliers ovales plus légers. Cette stratégie neutralise l'avantage des lanciarii légionnaires, qui sont des troupes d'infanterie légère armées de javelots. Les gardes prétoriennes réussissent alors à percer les lignes des forces de Gannys et provoque la retraite de ces dernières. Cependant, durant cette déroute, Julia Maesa et Soaemias Bassiana, la mère d'Héliogabale, interviennent pour encourager les troupes, tandis que Gannys charge à cheval contre l'ennemi. Ces actions déterminantes mettent fin à la fuite des soldats, qui, regagnant en moral, reprennent l'assaut et inversent le cours de la bataille,. Face à la tournure des événements, Macrin cesse les combats et prend la fuite,. Les historiens Downey et Gibbon avancent l'idée que si Macrin n'avait pas pris la fuite, il aurait pu potentiellement remporter la victoire et consolider sa position d'empereur,.

## Conséquences

### Chute de Macrin
Suite à sa défaite, Macrin dépêche son fils Diaduménien auprès d'Artaban IV, puis regagne Antioche, où il propage de fausses rumeurs de victoire contre Héliogabale. Cependant, la nouvelle de sa défaite se propage rapidement et de nombreux civils qui l'avaient précédemment soutenu sont impitoyablement massacrés dans la ville et sur les routes. Face à cette situation critique, Macrin décide de dissimuler son identité : il se rase la barbe et les cheveux afin de se déguiser en membre de la police militaire. Puis, fuyant la ville sous la couverture de la nuit à cheval, il parvient à atteindre la Cilicie avec quelques compagnons fidèles. Se faisant passer pour un courrier militaire, il obtient une voiture pour se rendre à Éribolon, près de Nicomédie. De là, il met le cap sur Chalcédoine et poursuit désespérément sa fuite

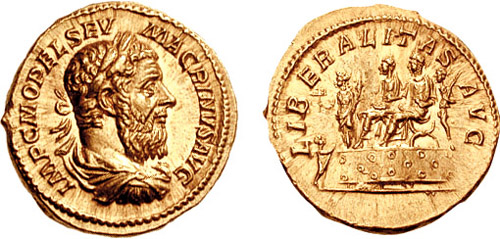
Denier romain à l'effigie de Macrin et de son fils Diaduménien.

Macrin traverse la Cappadoce, la Galatie et la Bithynie avant d'arriver à Chalcédoine. Son arrestation survient peu après, son identité ayant été compromise par des demandes de fonds imprudentes. Des hommes mandatés par Héliogabale l'appréhendent rapidement et l'amènent en Cappadoce. Son fils Diaduménien, alors âgé de 9 ans, qui tentait de rejoindre la Parthie, est capturé puis exécuté par le centurion Cladius Pollio à Zeugma,. La tête de l'enfant est envoyée à Héliogabale en guise de trophée. Macrin est exécuté à Archelais en Cappadoce, après une ultime tentative d'évasion. Selon Dion Cassius, l'exécution a été menée par le centurion Marcianus Taurus,. Ainsi prend fin le règne éphémère de Macrin, qui n'aura duré que quatorze mois.

### Triomphe et bref règne d'Héliogabale
Héliogabale fait une entrée triomphale à Antioche et se proclame nouveau souverain de Rome par un message adressé au Sénat et au peuple romain. Bien que le Sénat le reconnaît en tant qu'empereur, sa revendication ne demeure pas sans contestation, puisque plusieurs rivaux ambitieux aspirent également à la pourpre impériale. Parmi ces compétiteurs figurent Verus, commandant de la Legio III Gallica, et Gellius Maximus, commandant de la Legio IIII Scythica. L'historien Martijn Icks souligne l'ironie particulière concernant Verus, dont la légion avait été la première à proclamer Héliogabale empereur légitime de Rome. Toutefois, ces tentatives de rébellion sont rapidement et implacablement réprimées. Leurs instigateurs payent leur audace de leur vie et sont systématiquement exécutés. Finalement, en mars 222, Héliogabale connaît lui-même une fin tragique, assassiné par la garde prétorienne. Son corps est jeté dans le Tibre, et sa mémoire est officiellement condamnée par un décret de damnatio memoriae ordonné par le Sénat.